# عصر هوش مصنوعی
عصر هوش مصنوعی یک فیلم مستند علمی آمریکایی است که به صورت مجموعه اینترنتی با اجرای بازیگر آمریکایی رابرت داونی جونیور منتشر گردیده است. این مجموعه در تاریخ ۱۹ دسامبر ۲۰۱۹ توسط یوتیوب پریموم در هشت قسمت پخش شد. در این مستند راهکارهای هوش مصنوعی بررسی شده و در طول نمایش با افرادی از قبیل دانشمندان، نوآوران و استادان گفتگو می‌کند.